# سرقت اسپرم
سرقت اسپرم یا دزدی اسپرم (به انگلیسی:Sperm theft) زمانی اتفاق می‌افتد که از منی مرد، برخلاف میل یا بدون اطلاع یا رضایت او استفاده شود. تلقیح زن همچنین می‌تواند شامل فریب شریک جنسی در مورد توانایی آنها برای باردار شدن یا استفاده از داروهای ضدبارداری، خرابکاری در کنترل بارداری و تجاوز جنسی به مردان که منجر به بارداری می‌شود نیز باشد. اگرچه این اصطلاح از کلمه «دزدی» استفاده می‌کند، اما بیشتر تحت شرایط کلاهبرداری یا فسخ قرارداد قرار می‌گیرد. سرقت اسپرم غیرقانونی نیست و اثبات آن دشوار است. سرقت معمولاً هیچ ارتباطی یا پیامدی برای مسائل حقوقی حمایت از کودک ندارد. سرقت اسپرم موضوع مورد توجه در جنبش حقوق مردان محسوب می‌شود.

## تعریف
سرقت اسپرم به سه دسته اصلی تقسیم می‌شود:
- ذخیره یا پنهان کردن اسپرم - زمانی اتفاق می‌افتد که منی مرد به‌طور مخفیانه مانند کاندوم دور ریخته شده به دست می‌آید و متعاقباً برای تلقیح یک زن استفاده می‌شود.
- آمیزش جنسی بدون رضایت - تعرض یا تجاوز جنسی به مرد یا تجاوز قانونی به یک مرد یا پسر که منجر به بارداری زن می‌شود.
- استفاده نادرست از فناوری کمک‌باروری - وقتی از نمونه اسپرم منجمد مردی بدون اجازه او برای بارور کردن تخمک در طی IVF و سایر روش‌های لقاح مصنوعی استفاده شود.

## میزان شیوع
اندازه‌گیری میزان شیوع سرقت اسپرم دشوار است. تحقیقات مرکز کنترل و پیشگیری از بیماری‌های ایالات متحده در سال ۲۰۱۱ میلادی نشان داد که تقریباً ۱۰٫۴٪ (یا حدود ۱۱٫۷ میلیون) از مردان در ایالات متحده گزارش داده‌اند که تا به حال یک شریک صمیمی داشته‌اند که سعی کرده بدون رضایت آنان باردار شود یا از استفاده از روش‌های ضدبارداری توسط مرد جلوگیری کند. در یک نظرسنجی از ۵۰۰۰ زن در مجله بریتانیایی That's Life، ۴۲٪ از زنان اظهار داشتند که علیرغم میل شریک زندگی خود در مورد استفاده از کنترل بارداری برای باردار شدن دروغ خواهند گفت.

## وضعیت حقوقی
سرقت اسپرم (یعنی باردار شدن زن برخلاف میل مرد یا بدون رضایت او) در هیچ حوزه قضایی غیرقانونی نیست. پرونده‌های موجود معمولاً در ارتباط با اختلافات بر سر قوانین حمایتی از کودک گزارش می‌شود.

## در تاریخ، روایات اساطیری و روایات دینی
در اساطیر یونان باستان، میرا (Myrrha) عاشق پدرش سینیراس (Cinyras) شد و او را فریب داد تا با او آمیزش جنسی داشته باشد. او به درخت مر تبدیل شد و پسرشان آدونیس را به دنیا آورد.
اسطوره ازیریس اساطیر مصر روایت می‌کند که چگونه نفتیس، خواهر دوقلوی بی فرزند ایزیس، اوزیریس شوهر ایزیس را فریب داد تا با تظاهر به ایزیس‌بودن یا با مست کردن اوزیریس، از او فرزندی (آنوبیس) به دنیا آورد. پس از تولد، آنوبیس توسط ایزیس بزرگ شد. سپس ایزیس جسد اوزیریس کشته شده را دوباره شکل داد و موفق شد حوروس را با کمک اسپرم اوزیریس باردار کند.
در سمپوزیوم افلاطون نیز اشاره ای به اسطوره اروس که از طریق سرقت اسپرم بدنیا می‌آید می‌شود.
ایده وجود شیاطین در خواب مردم را می‌توان در اساطیر یهودی و مسیحی یافت (به لیلیت مراجعه کنید). این شیاطین از انرژی زندگی افرادی که در خواب با آنها جفت می‌شوند تغذیه می‌کنند. یک سوکوبوس بدون توجه و هشیاری مرد خوابیده منی او را می‌دزدد و آن مرد این واقعه را بی صورت رؤیا یا خوابی به یاد می‌آورد. در اوایل دوران تاریخی مدرن ساحره‌گیری، آمیزش جنسی با شیطان به عنوان یک عمل عمداً مورد نظر یک جادوگر تصور می‌شد به طوری که شیطان به مردان به شکل سوکوبوس و زنان به صورت انکوبوس ظاهر می‌شوند. مالوس مالیفیکاروم توضیح می‌دهد که چگونه ساکوبوس پس از مقاربت جنسی بدون آگاهی یک مرد تغییر کرد و چگونه منی او به شکل انکوبوس برای باردار کردن یک زن مورد استفاده قرار گرفت.
کتاب مقدس سه مورد از سرقت اسپرم را توصیف می‌کند که در آن مردی به بهانه‌های واهی توسط زنی اغوا می‌شود و اهداکننده ناخواسته اسپرم می‌شود. هر مورد مربوط به جد مستقیم داوود در کتاب مقدس است. این زنان در ظاهر دلسوز هستند و به دلایل اشرافی نقش بازی می‌کنند. (همچنین ببینید: شرح لوط و دخترانش)

## در فرهنگ عامه و رسانه‌های جمعی
در بخش "Leykis 101" از برنامه رادیویی خود، تام لیکیس از شنوندگان مرد خود می‌خواهد که کاندوم‌های استفاده شده خود را در توالت بریزند تا از خود در برابر سرقت اسپرم محافظت کنند. در مواردی که این امکان وجود ندارد، او پیشنهاد می‌کند که سس تاباسکو یا سس هابانرو را در کاندوم‌های استفاده‌شده‌شان بریزند تا به عنوان اسپرم‌کش عمل کنند.
در سال ۲۰۱۹، داستانی در اینترنت منتشر شد مبنی بر اینکه یک نظافتچی هتل در لاس وگاس پس از دزدیدن اسپرم از کاندوم استفاده شده از یک میلیونر باردار شده و با موفقیت از او برای حمایت از کودک شکایت کرده‌است. بعدها مشخص شد که این داستان یک طنز است.
بنا بر گزارش‌ها، ترس از دزدی اسپرم و حمایت از کودک در نتیجه منجر به افزایش تعداد مردان ثروتمند همپتون شده که تحت عمل وازکتومی قرار می‌گیرند.
دریک رز مدعی شد که به بازیکنان NBA آموزش داده می‌شود که کاندوم‌های خود را بعد از رابطه جنسی در توالت بریزند یا آن‌ها را بردارند تا زنان نتوانند از اسپرم آنان برای باردار شدن خود استفاده کنند.
در قسمت‌هایی از سی‌اس‌آی، آرچر، در حد مرگ کسل‌شده، سانست بیچ، بوستون لیگال، تو بدترینی، همسایگان، بریجرتون، روزهای زندگی ما، ری دانوان , همسر خوب، هانیبال، کلیولند شو، و نظم و قانون: واحد قربانیان ویژه نیز روایت‌هایی از سرقت اسپرم را به نمایش گذاشته‌اند.

## سرقت اسپرم در حیوانات
کپور پروسی به سرقت اسپرم اقدام می‌کند. برخی از گونه‌های سمندرهای (آمبیستوما) تک‌جنسی (همه ماده) نیز این رفتار را انجام می‌دهند.